# سیارک ۵۰۴۱۲
سیارک ۵۰۴۱۲ (به انگلیسی: 50412 Ewen، نامگذاری:2000DG1) پنجاه هزار و چهارصد و دوازدهمین سیارک کشف شده‌است که در ۲۶ فوریه ۲۰۰۰ کشف شد.